# Ы̄
La Yery con macrón (Ы̄ ы̄; cursiva: Ы̄ ы̄) es una letra del alfabeto cirílico.
Se usa en el aleutiano (dialecto de Bering), también se utiliza en los idiomas evenki,  Mansi, anai, negidal, ulch, selkup.